# 凉州之战 (387年)
凉州之战，后凉太安二年（387年），后凉君主（凉州牧、酒泉公）吕光在凉州（今甘肃省中西部）平定徐炅、彭晃、王穆、康宁内乱，奠定了后凉建国的基础。
386年，吕光据有姑臧（今甘肃省武威市）于称大将军、凉州牧，建年号太安。次年十二月，吕光部下徐炅与张掖郡太守彭晃谋叛，西平郡太守康宁杀湟河郡太守强禧，反叛吕光，自称匈奴王。王穆攻克酒泉郡，自称大将军、凉州牧。康宁、徐炅、彭晃、王穆遥相呼应反对吕光。吕光趁他们还没有连兵之时，迅速出兵击败徐炅，徐炅投靠彭晃。彭晃乘机扩张，东结康宁，西通王穆，威胁吕光。吕光决心在彭晃与康宁、王穆联系未密之时，先讨伐彭晃，再讨伐康宁和王穆。
吕光亲率步骑三万，攻打张掖，攻城二十天，彭晃部将寇顗开城门投降，吕光诛杀彭晃。吕光急攻酒泉，王穆属下发生内讧，王穆发兵攻打部将索嘏驻防的敦煌郡。吕光认为机不可失，亲率步騎二万攻克酒泉，又率部屯守凉兴（今甘肃省瓜州县东）。王穆不敢抵抗，率兵东还，途中部下溃散，王穆逃走，被騂馬（今甘肃省玉门市东北）县令郭文所杀。